# Sphingini
Tribu
La tribu des Sphingini regroupe des lépidoptères (papillons) de la famille des Sphingidae, de la sous-famille des Sphinginae.

## Systématique
- La tribu des Sphingini a été décrite par l'entomologiste français Pierre André Latreille en 1802.

### Taxinomie
Il existe 39 genres qui comptent 275 espèces.
Liste des genres
- Amphimoea  Rothschild & Jordan,  1903
- Amphonyx  Poey,  1832
- Apocalypsis Rothschild & Jordan,  1903
- Ceratomia  Harris,  1839
- Cocytius  Hübner,  [1819]
- Dolba  Walker,  1856
- Dolbogene  Rothschild & Jordan,  1903
- Dovania  Rothschild & Jordan,  1903
- Ellenbeckia  Rothschild & Jordan,  1903
- Euryglottis  Boisduval,  [1875]
- Hoplistopus  Rothschild & Jordan,  1903
- Ihlegramma  Eitschberger,  2003
- Isoparce  Rothschild & Jordan,  1903
- Lapara  Walker,  1856
- Leucomonia  Rothschild & Jordan,  1903
- Lintneria  Butler,  1876
- Litosphingia  Jordan,  1920
- Lomocyma  Rothschild & Jordan,  1903
- Macropoliana  Carcasson,  1968
- Manduca  Hübner,  [1807]
- Meganoton  Boisduval,  [1875]
- Morcocytius  Eitschberger,  2006
- Nannoparce  Rothschild & Jordan,  1903
- Neococytius  Hodges,  1971
- Neogene Rothschild & Jordan,  1903
- Oligographa  Rothschild & Jordan,  1903
- Panogena  Rothschild & Jordan,  1903
- Pantophaea  Jordan,  1946
- Paratrea  Grote,  1903
- Poliana  Rothschild & Jordan,  1903
- Praedora  Rothschild & Jordan,  1903
- Pseudococytius  Eitschberger,  2006
- Pseudodolbina  Rothschild,  1894
- Psilogramma  Rothschild & Jordan,  1903
- Sagenosoma  Jordan,  1946
- †Sphingidites  Kernbach,  1967
- Sphinx Linnaeus,  1758
- Thamnoecha  Rothschild & Jordan,  1903
- Xanthopan  Rothschild & Jordan,  1903

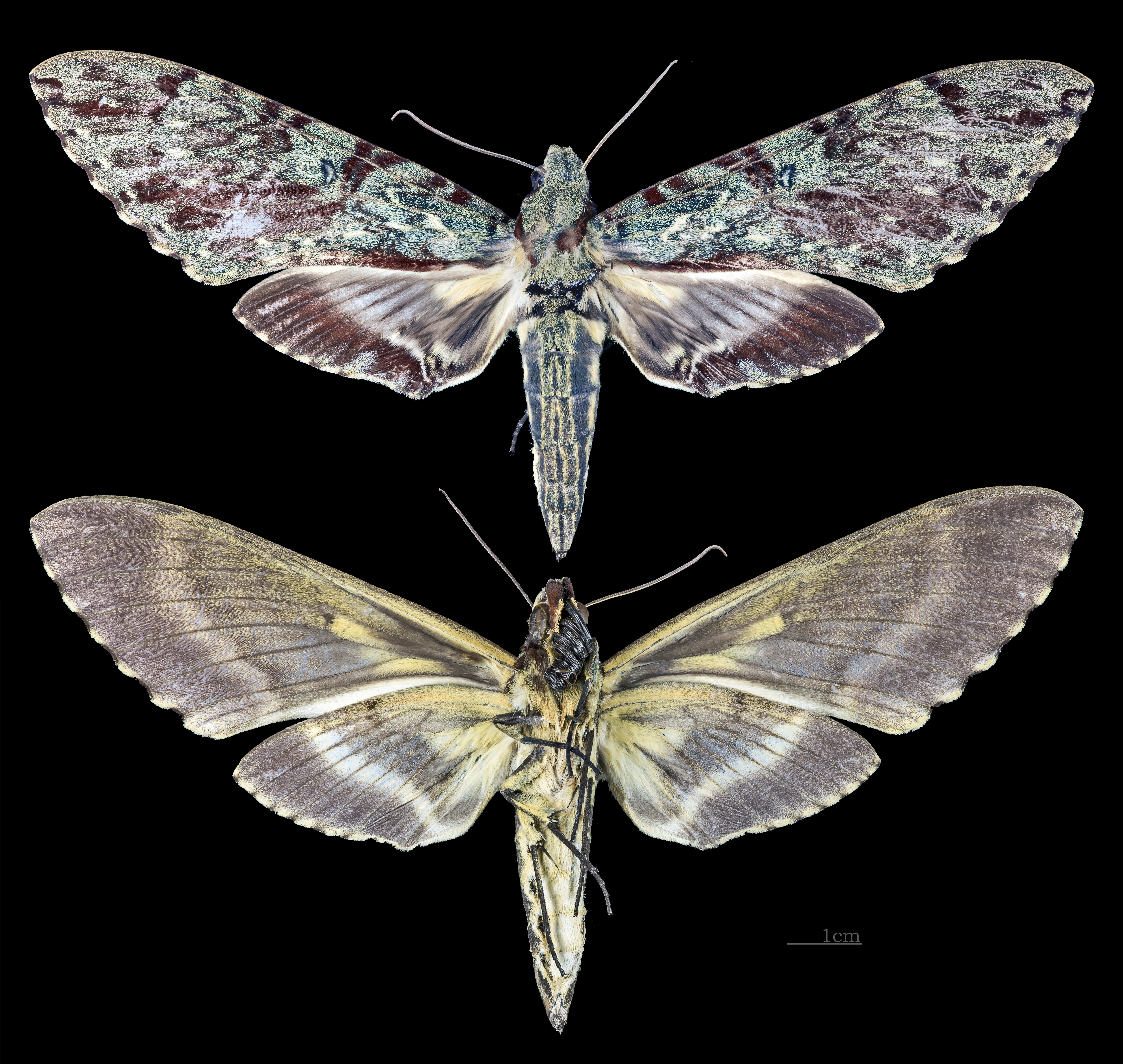
Amphimoea
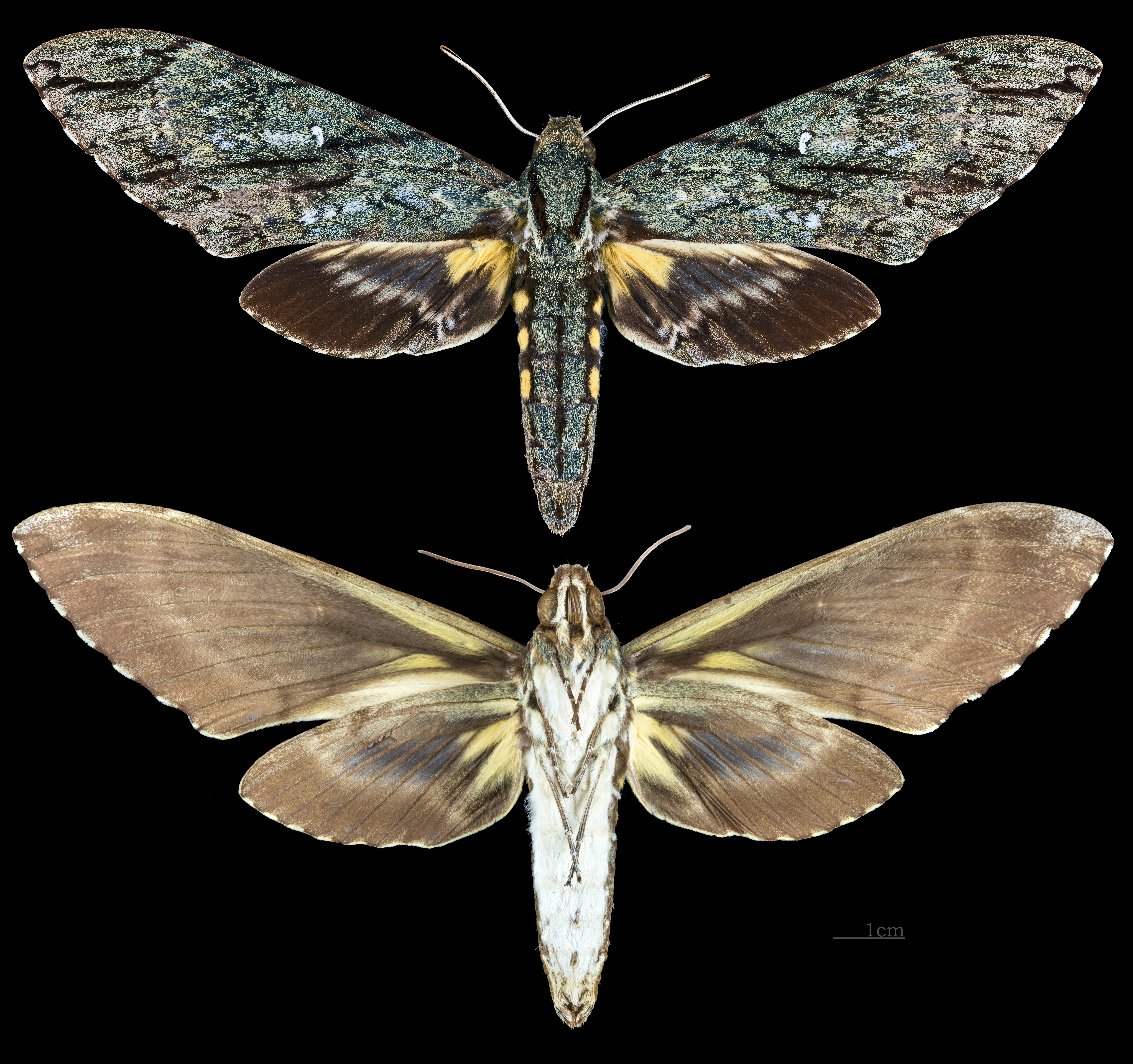
Amphonyx
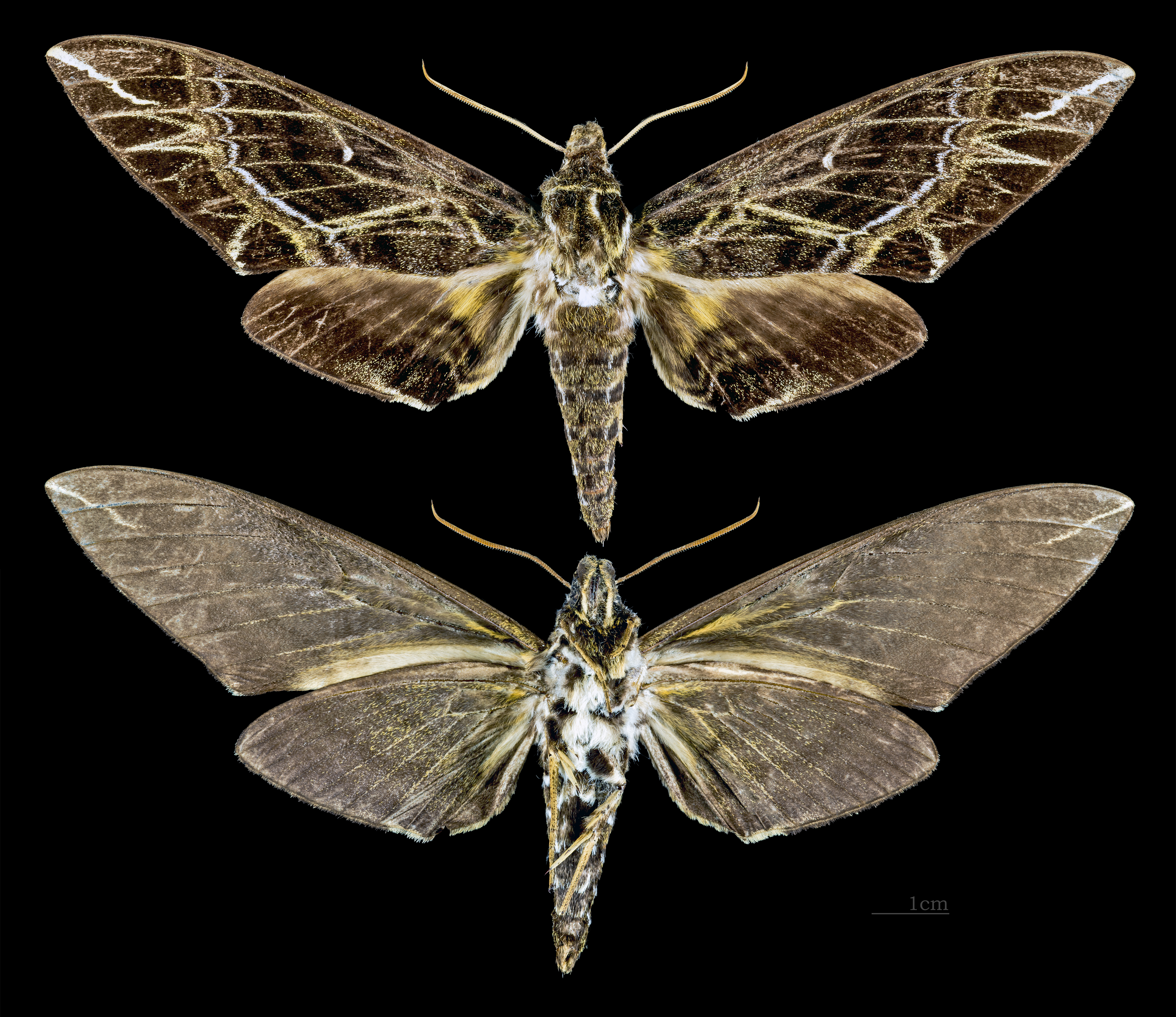
Apocalypsis
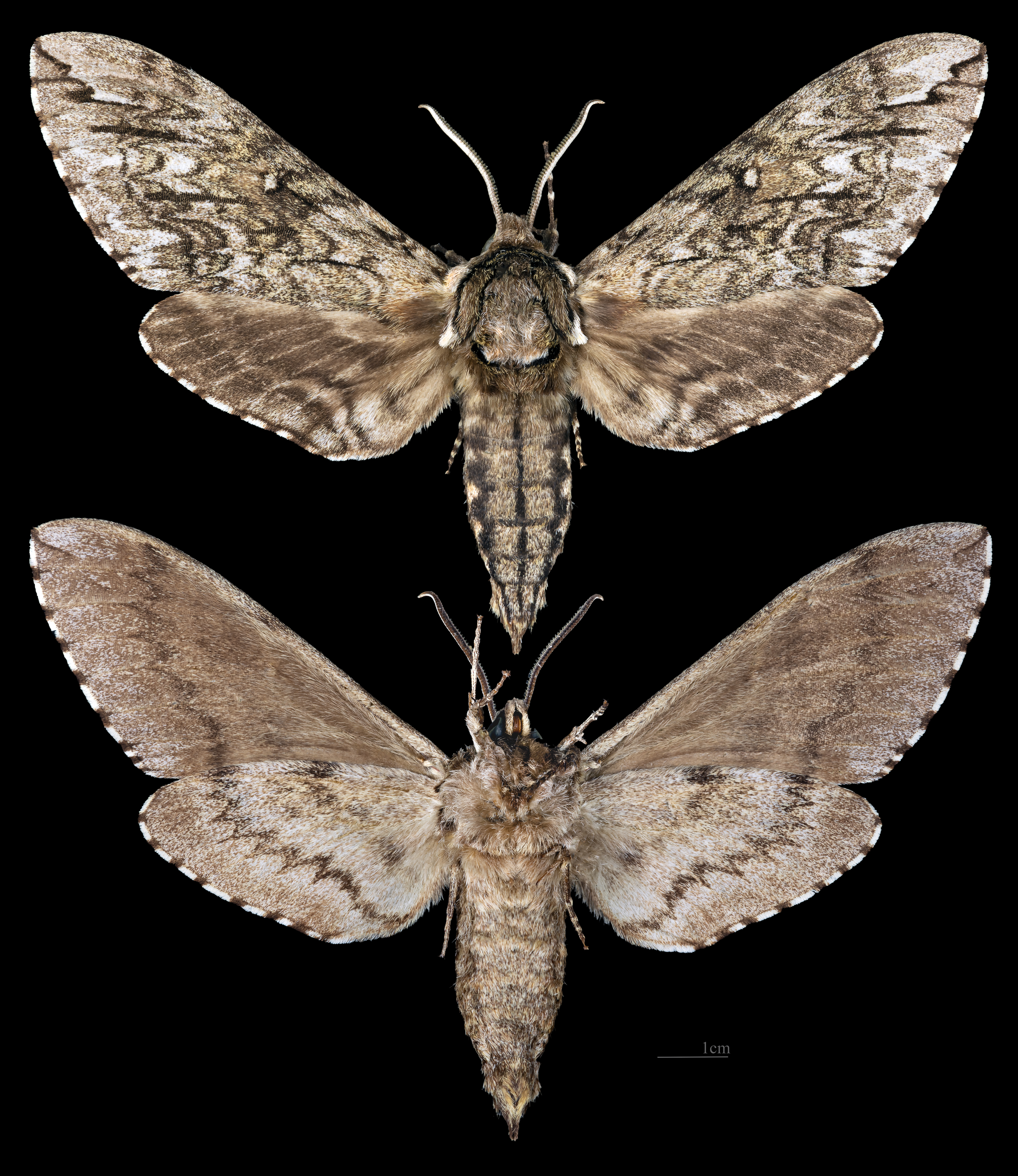
Ceratomia
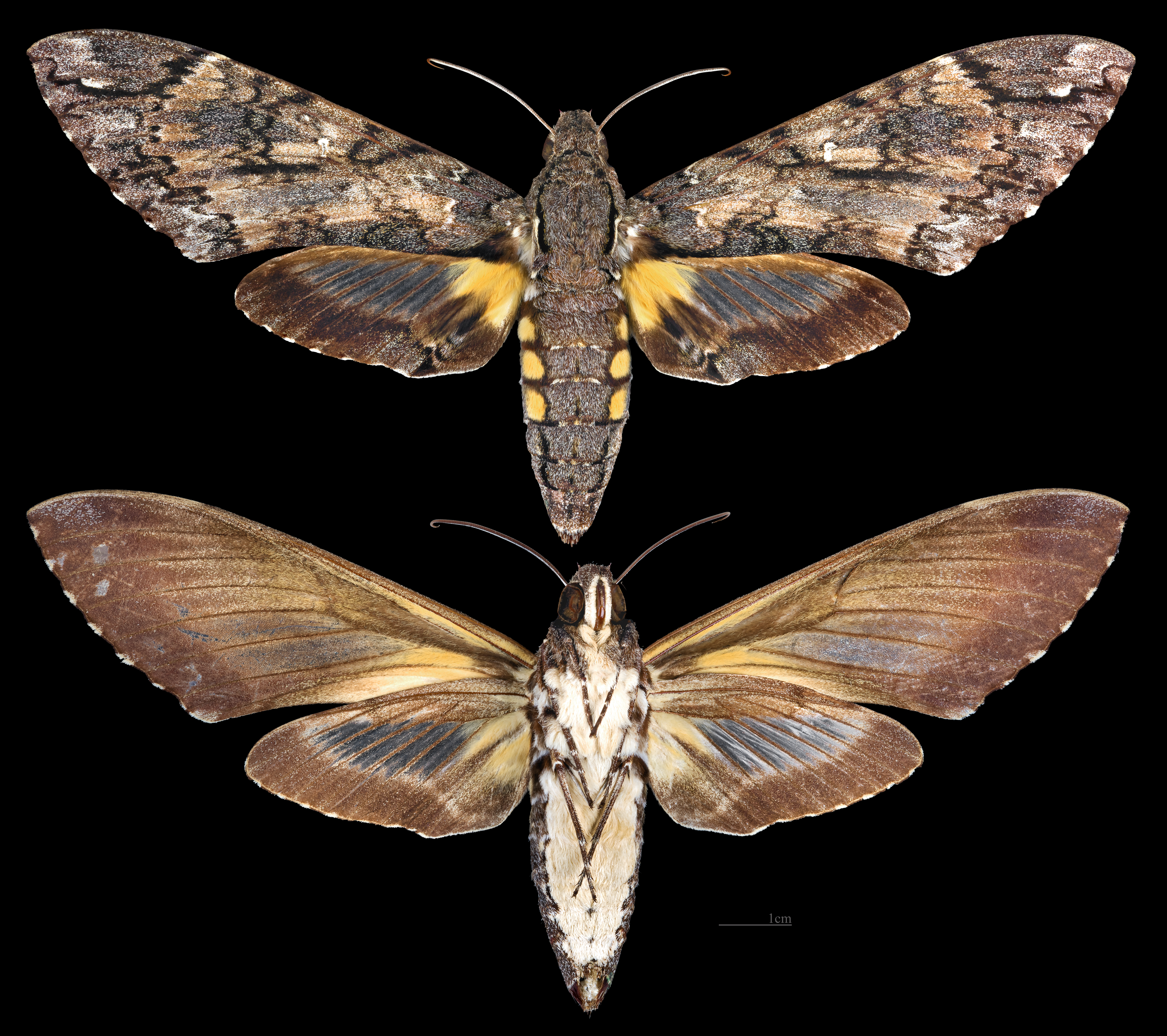
Cocytius
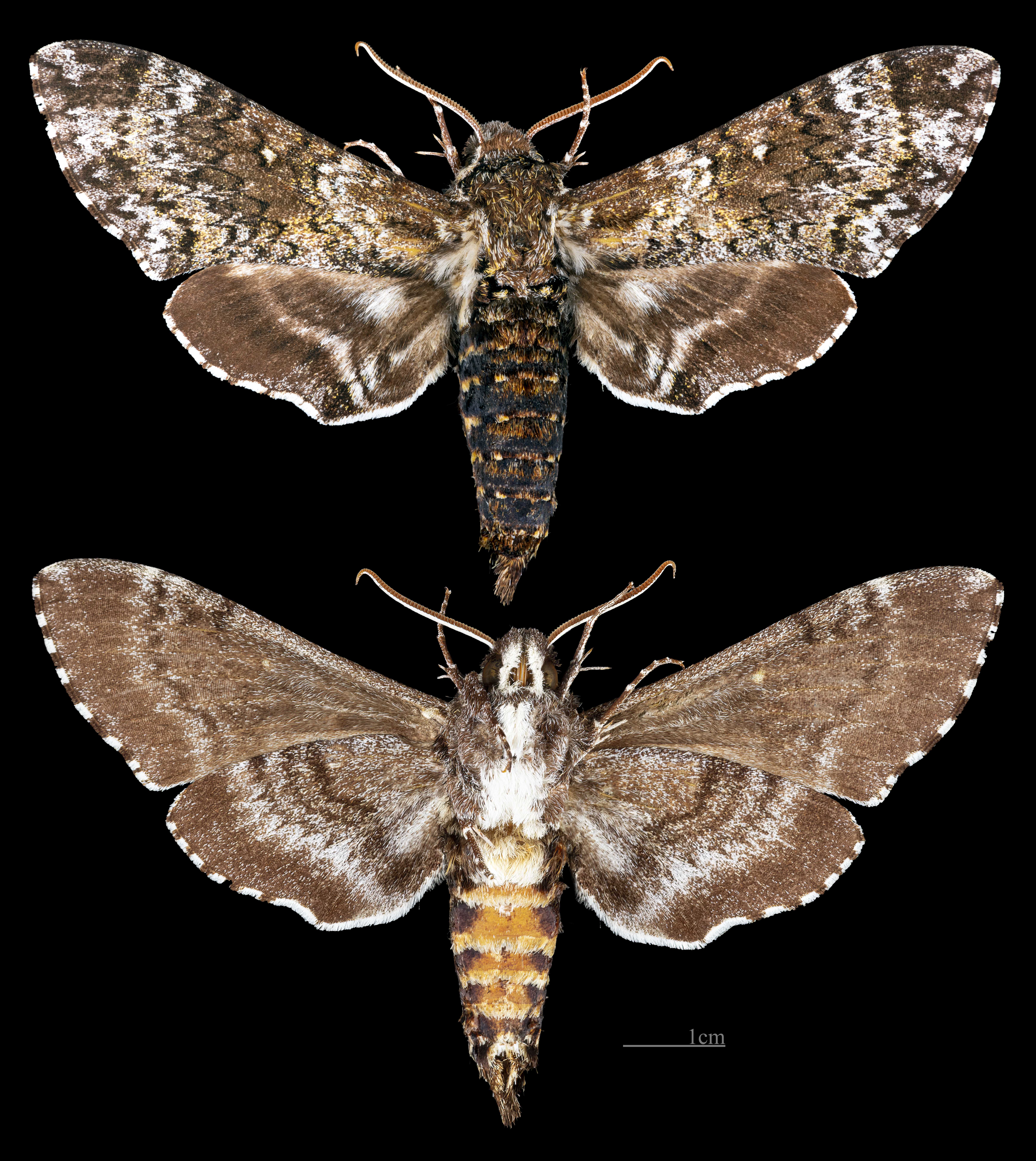
Dolba
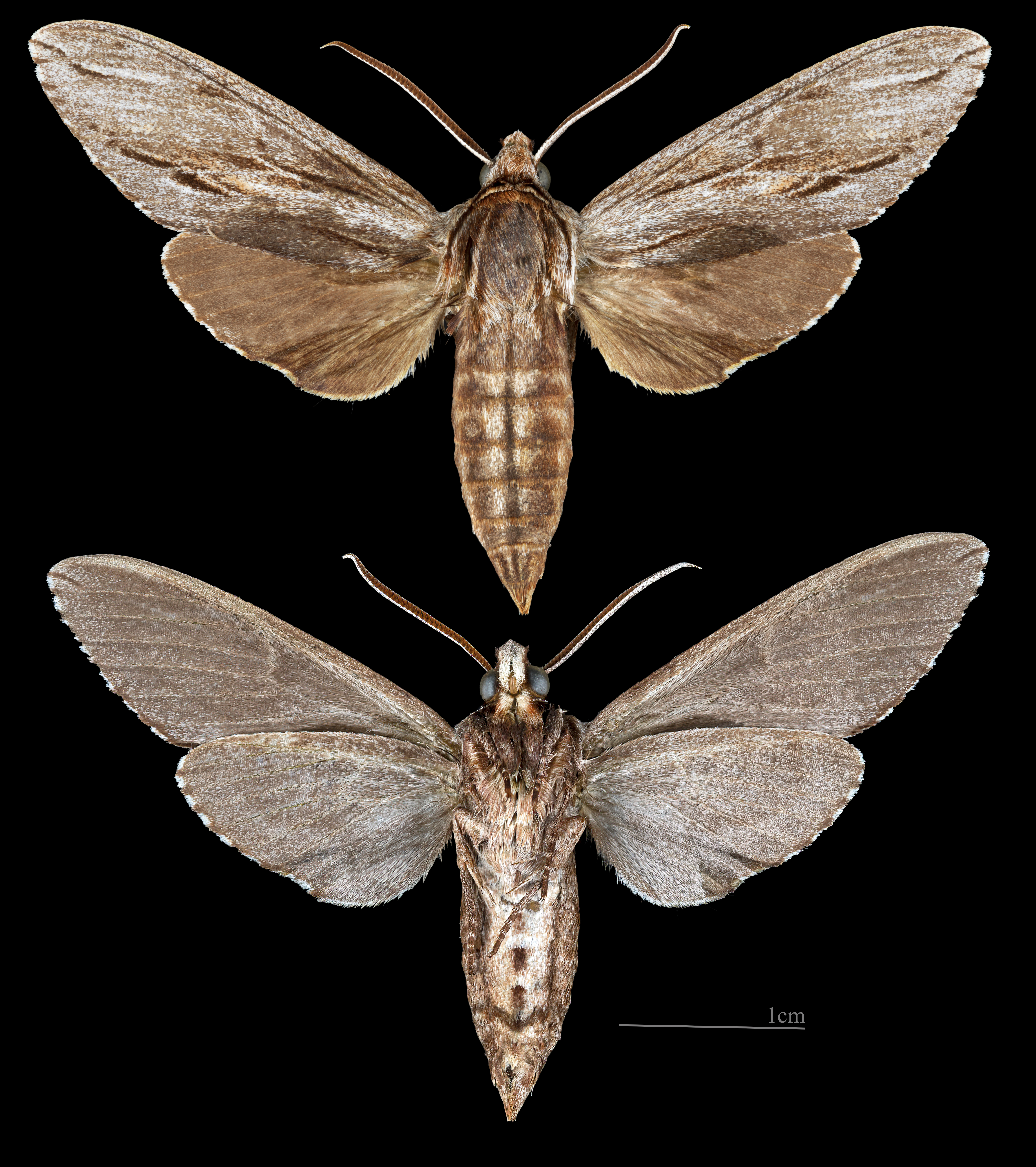
Isoparce
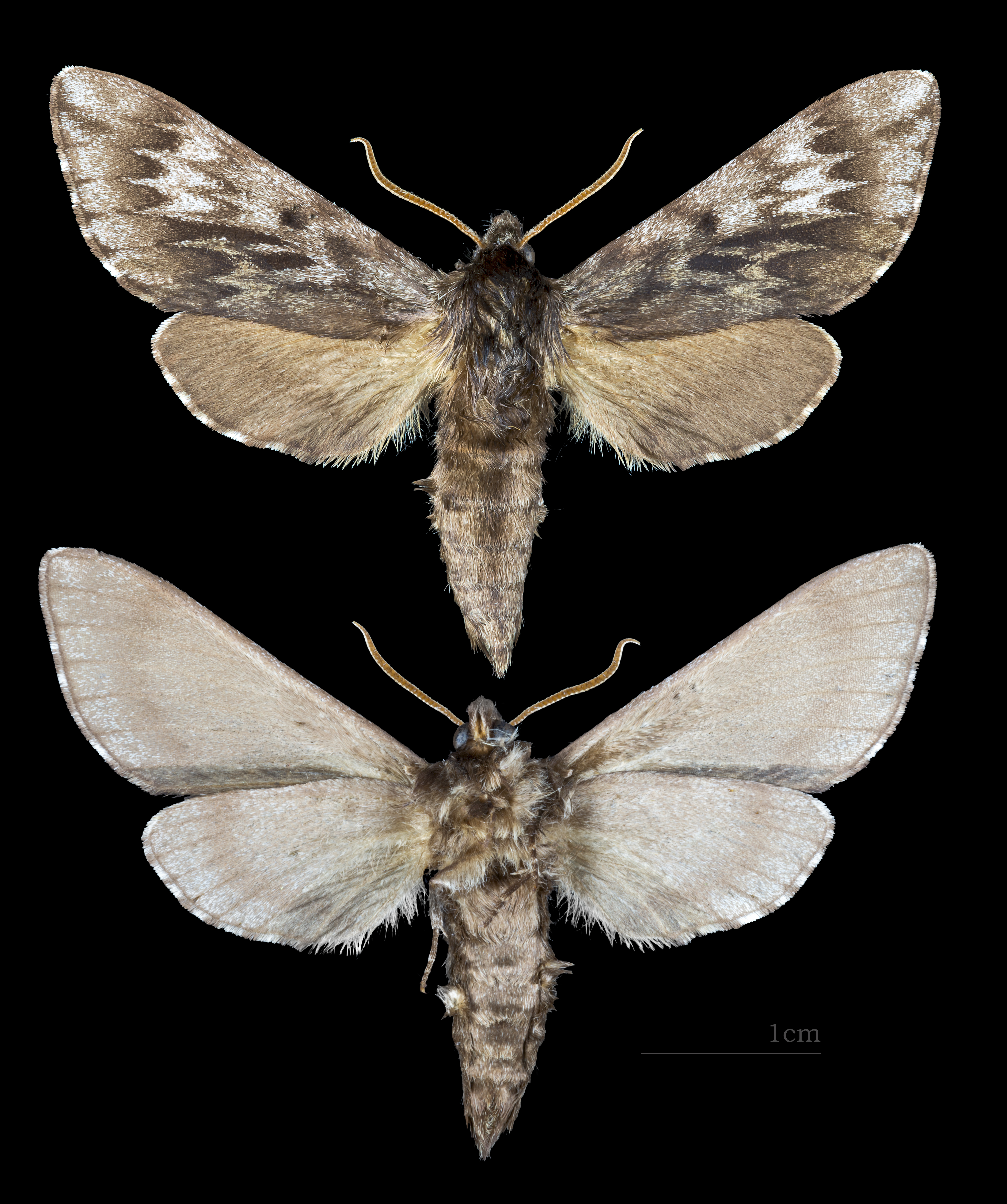
Lapara
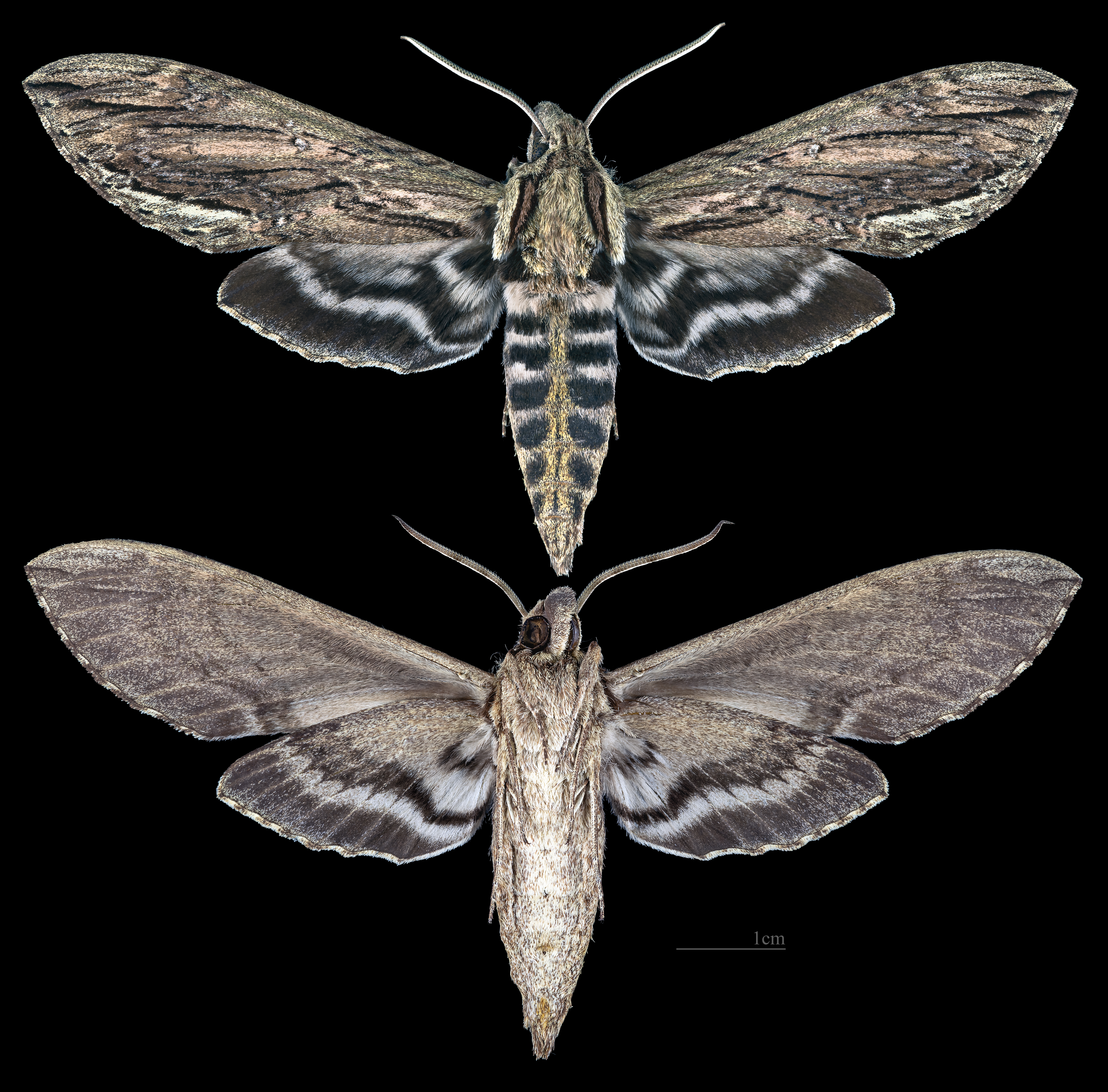
Lintneria
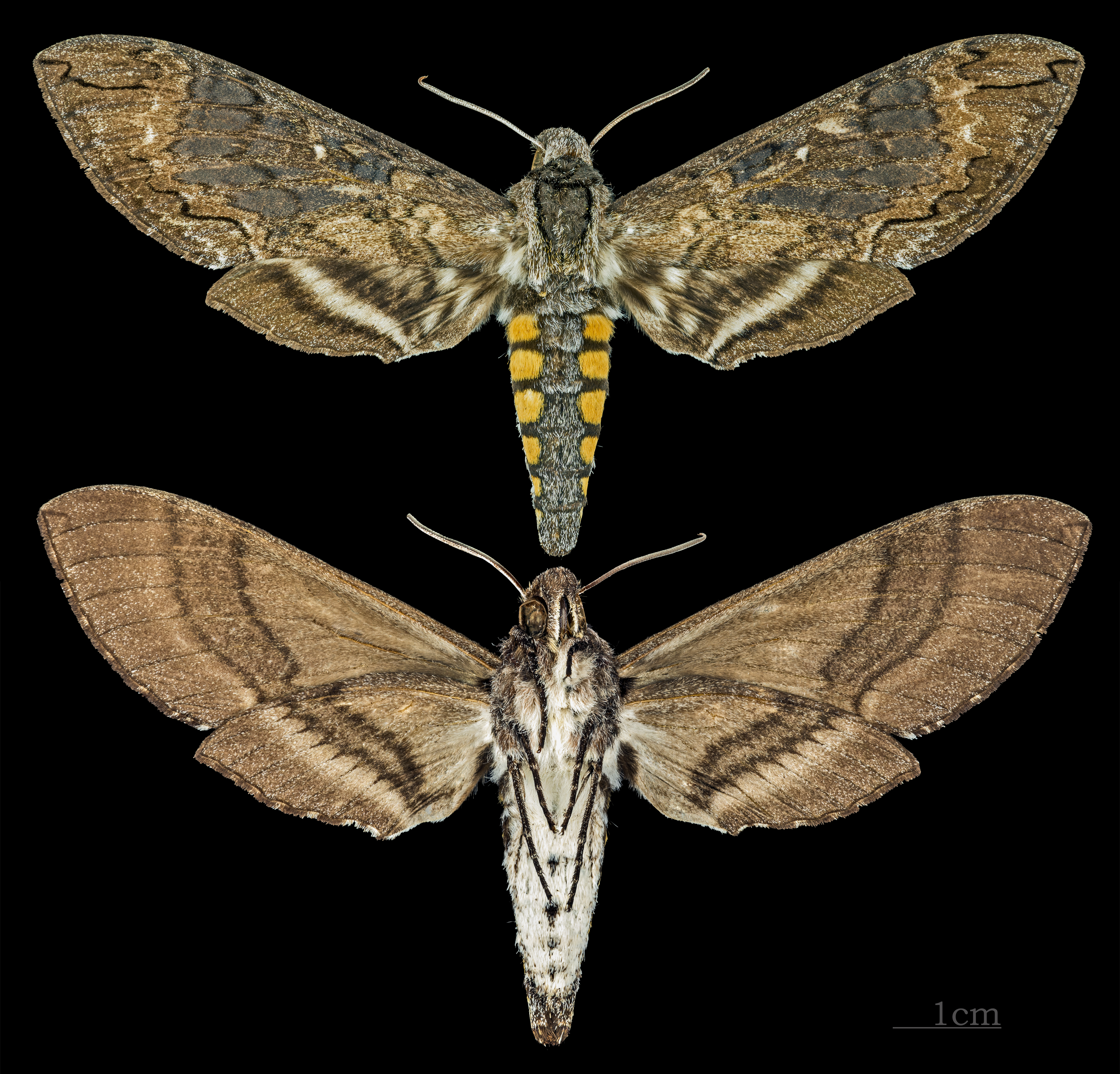
Manduca
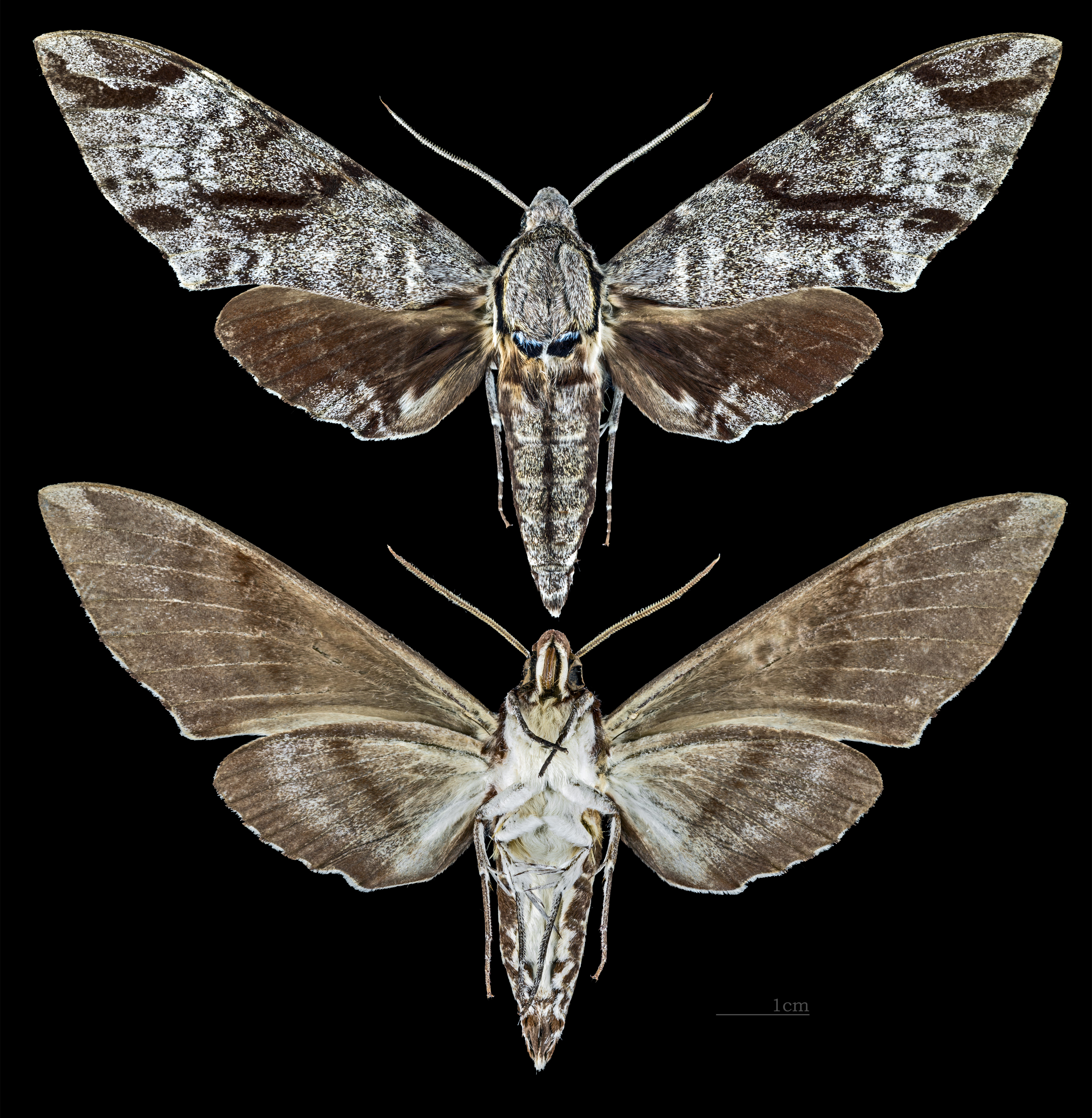
Meganoton
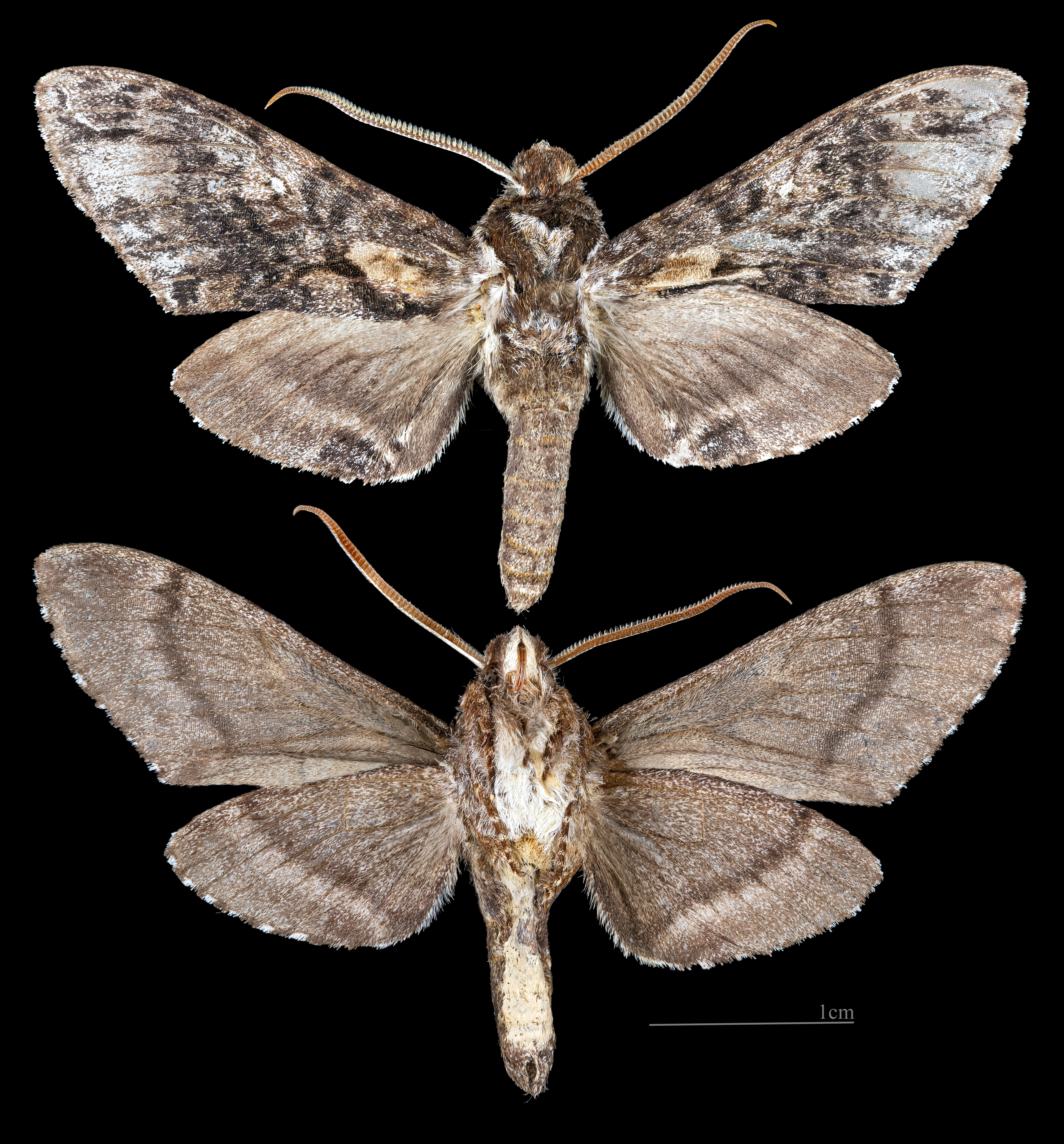
Nannoparce balsa
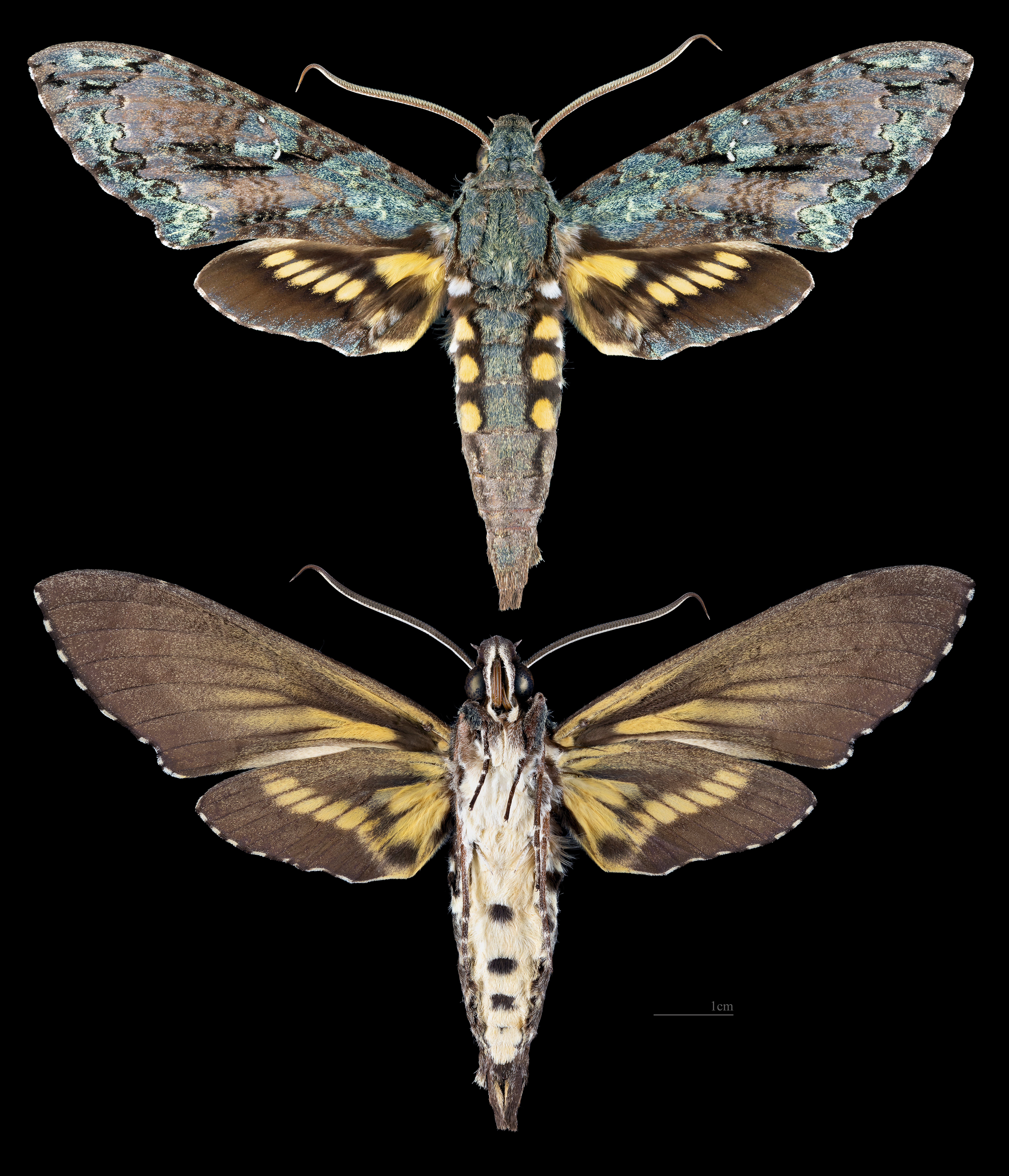
Pseudococytius
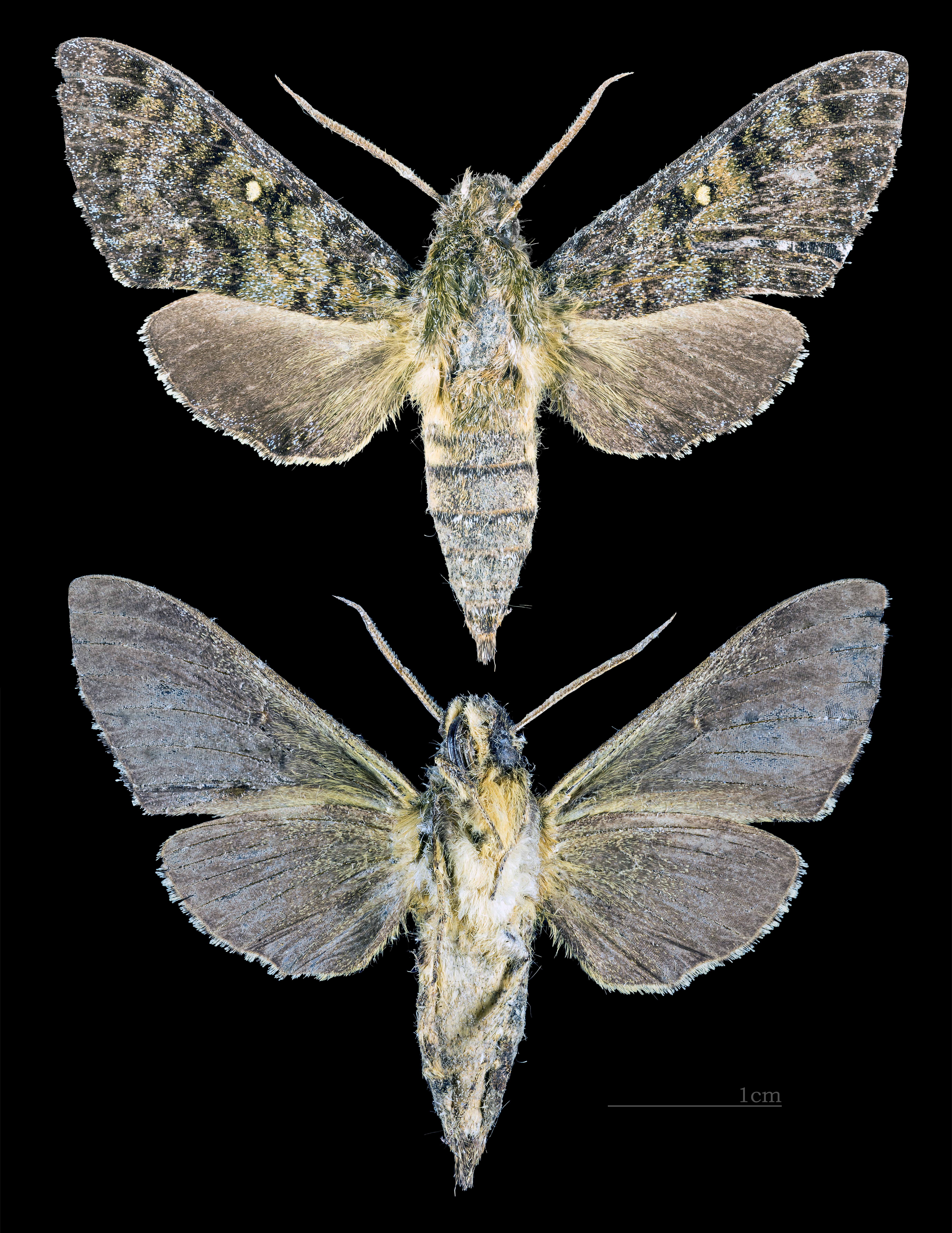
Pseudodolbina
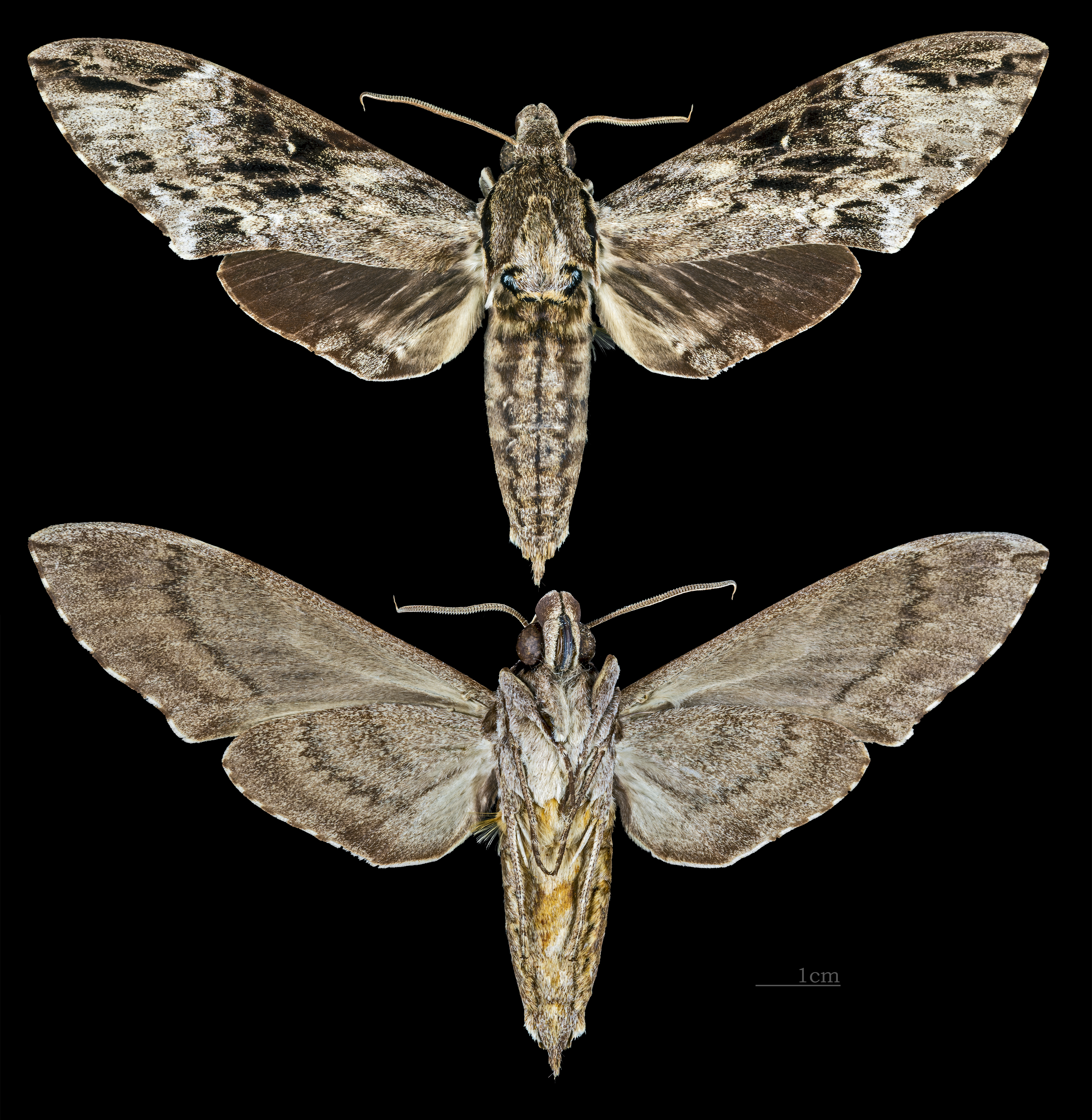
Psilogramma
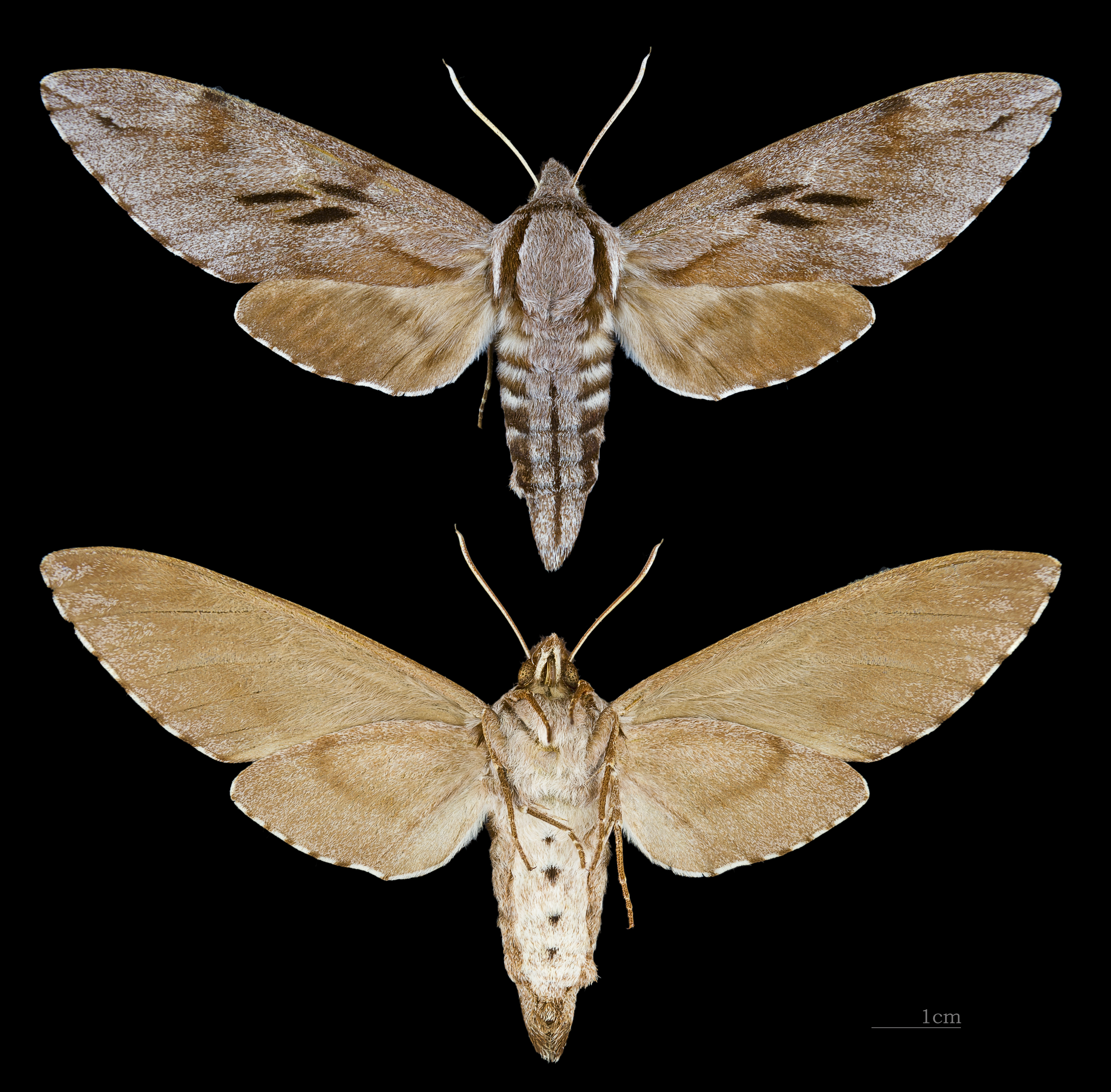
Sphinx

## Répartition
Répartis sur les cinq continents.